# Johann Christian August Heinroth
Pour les articles homonymes, voir Heinroth.
Johann Christian August Heinroth est un médecin psychiatre et conférencier allemand, né le 17 janvier 1773 à Leipzig et décédé le 26 octobre 1843. Connu pour être le premier titulaire de la première chaire universitaire de psychiatrie (université de Leipzig, 1811), il s'inscrit dans le courant romantique de la psychiatrie, en apparaissant comme un précurseur de la psychanalyse.

## Biographie

### Origine et formation
Fils d'un chirurgien, il effectue ses études secondaires à l'école Saint-Nicolas de Leipzig (de) de 1782 à 1791. Il est d'abord attiré par la théologie pour devenir docteur en philosophie en 1797. Au cours de voyages d'études, il s'oriente finalement vers des études médicales, notamment à Vienne.
De retour à Leipzig en 1803, il est docteur en médecine en 1805, et maître de conférences (anthropologie médicale) en 1806.

### Carrière
En 1810, il publie son premier travail important, Contributions à l'étude de la maladie (Beyträge zur Krankheitslehre).
En 1811, à la demande du roi de Saxe Frédéric-Auguste Ier, il est nommé professeur extraordinaire de l'université de Leipzig, inaugurant une nouvelle chaire dite de thérapie psychique. C'est la première de ce genre en Europe. Son cours inaugural porte sur un sujet psychiatrique De morborum animi et pathematum animi differentia (Sur la différence entre les maladies de l'esprit et les afflictions de l'esprit), faisant de Heinroth le premier professeur universitaire de psychiatrie.
En sus de ses activités académiques, il sert en tant que médecin praticien de centres sociaux et municipaux, notamment à l'hôpital Klinikum St. Georg (de) de Leipzig (de 1814 à 1833). En 1818, il est cofondateur et rédacteur de la première revue de psychiatrie Zeitschrift für psychische Aerzte (de).
En 1819, il est nommé professeur pleinement titulaire de l'université de Leipzig. En dépit de propositions fort lucratives des villes de Dorpat et Saint-Pétersbourg, il reste fidèle à Leipzig, et il meurt en tant que doyen de la faculté en 1843.

## Travaux

### Contexte
Heinroth s'inscrit dans une période de changements incarnée en France et en Italie par Joseph Daquin,  Philippe Pinel ou Vincenzo Chiarugi (it).  
Le phénomène social de la folie et des insensés est approché comme un phénomène médical. La folie n'est plus une affaire de police ou de justice, mais un genre de maladies (aliénation mentale) formant un ensemble disparate de conduites et d'expériences. À partir d'observations, des médecins cherchent à distinguer des aliénations particulières, afin de s'occuper de chaque aliéné comme un médecin le fait d'un malade.

### Théorie et pratique
Luthérien convaincu, Heinroth se distingue toutefois par une conception moraliste, d'inspiration romantique, où l'aliénation mentale est interprétée comme une conséquence du déchaînement des passions et du péché. Selon Henri Ellenberger, Heinroth est souvent ridiculisé pour cela par des historiens, mais il suffirait de remplacer le terme « péché » par « sentiment de culpabilité » pour donner à ses travaux une allure moderne. 
Grand érudit et éminent clinicien, il est l'auteur d'une théorie complète de l'esprit humain sain et malade. Il distingue une conscience de soi Selbstbewusstsein (instincts et sentiments face à une réalité extérieure), qui se confronte avec la conscience proprement dite ou Bewusstsein. Ce conflit est régi par une conscience morale Gewissen « un étranger dans la conscience du moi ».
Le Gewissen ne dépend pas du monde extérieur, ou de l'ego, mais d'une instance supérieure dite über-Uns (un sur-nous) que Heinroth semble identifier à la raison qui mène librement à Dieu. La santé mentale est l'expression d'une liberté, et la maladie mentale la perte ou la réduction de cette liberté, par désordre intellectuel ancré dans la passion.
Partisan de l'origine psychique de la maladie mentale, et de la signification symbolique de certains symptômes, Heinroth propose de s'abstenir de tout traitement inutile ou dangereux. Il élabore des plans de traitement moral (ou psychothérapie) individualisés pour chaque malade, tenant compte de son état et de sa situation, y compris familiale, économique et sociale. 
Il apparait à la fois comme en retard et en avance sur son temps : la maladie mentale est une maladie de l'âme, mais aussi un processus dynamique où Heinroth apparait comme un précurseur de la psychanalyse. Il ferait partie des sources oubliées de Eugen Bleuler, Sigmund Freud et Carl Gustav Jung. Il est aussi le premier à utiliser le terme de psychosomatique.

### Publications
Störungen des Seelenlebens (troubles mentaux, 1818) et System der psychisch-gerichtlichen Medizin (système de psychiatrie médico-légale, 1825) sont considérés comme étant ses plus importants travaux. 
Dans ses études philosophiques, il favorise les vues de Herder et prend ses distances de celles de Schelling, Fichte et particulièrement Hegel.
Opposé à la doctrine de Samuel Hahnemann (1755-1843), il écrivit aussi un livre:
Anti-Organon, oder das Irrige der Hahnemann'schen Lehre im Organon der Heilkunde (Leipzig: Hartmann, 1825).